# Geum macranthum
Geum macranthum là loài thực vật có hoa trong họ Hoa hồng. Loài này được (Kearney ex Rydb.) S.L. Welsh mô tả khoa học đầu tiên năm 1968.